# Amerigo Bartoli Natinguerra
Amerigo Bartoli Natinguerra (Terni, 24 dicembre 1890 – Roma, 20 dicembre 1971) è stato un pittore e scrittore italiano.

## Biografia
Nato da genitori di origine marchigiana, Adolfo Bartoli e Cesira Ferrini, si trasferì a Roma nel 1906 per studiare all'Accademia di Belle Arti: lì divenne allievo di Giulio Aristide Sartorio, aiutandolo nella realizzazione di affreschi decorativi di diverse ville e palazzi romani, nonché di alcune sale del Palazzo del Quirinale. Prese attivamente parte alla vita artistica della capitale; nel 1916 partecipò alla Quarta Esposizione Internazionale d'Arte della Secessione Romana ed iniziò a pubblicare alcuni disegni sulla rivista L'Eroica, dando così inizio a una lunga e prolifica collaborazione con numerosi giornali e riviste dell'epoca, tra i quali Pasquino, Cronache d'attualità, Il Fronte Interno, La Giberna, Il Primato Artistico Italiano, Il Travaso delle idee, Index, Corriere Italiano, Galleria, Il Guerin Meschino, Terza Pagina, La Lettura, La Tribuna, Il Selvaggio, Gazzetta del Popolo, L'Italiano, Omnibus, Primato, Domenica, Stampa Sera, Cosmopolita, Europeo, Epoca, Il Mondo. 
Nel 1920 divise lo studio con Giorgio de Chirico; l'anno seguente viaggiò in Germania ed espose alla I Biennale di Roma. Divenne uno degli artisti più noti ed apprezzati, tanto da vincere il primo premio alla Biennale di Venezia nella XVII edizione con il suo Gli amici al Caffè (1930), oggi conservato alla Galleria nazionale d'arte moderna di Roma. 

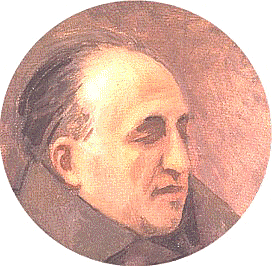
A.Bartoli
Ritratto di Cardarelli, 1934

Iniziò quindi a frequentare i principali salotti letterari divenendo amico di Ardengo Soffici, Emilio Cecchi, Giuseppe Ungaretti e di Vincenzo Cardarelli, ognuno frequentatore del famoso Caffè Aragno di via del Corso. Bartoli era basso di statura e aveva braccia molto corte, di conseguenza in molti lo dileggiavano; tuttavia, essendo autoironico, egli stesso diffondeva le battute contro di lui: il 5 luglio 1941, ad esempio, raccontò a Bottai che Cardarelli aveva esclamato nei suoi confronti: "Diventerà così presbite, invecchiando, che non gli basteranno le braccia per leggere il giornale!".
Nel 1937 eseguì, con la tecnica del trompe-l'œil, gli interessanti dipinti murali nella sala del ping-pong della Villa Saffi, a Forlì. Insegnò all'Accademia d'arte per ventuno anni, dal 1939 fino al 1960, formando più generazioni di artisti (da Accatino a Ceroli, da Avanessian a Pascali). Dal secondo dopoguerra pubblicò periodicamente strisce satiriche per il settimanale Il Mondo, insieme a piccoli volumi di storie, aforismi e disegni. Nel corso degli anni collaborò anche a La Tribuna, La Lettura, La Gazzetta del Popolo, Quadrivio, Omnibus, La Fiera Letteraria.   
Nel 1943 sposò a Roma Giuditta "Ditta" Cecchi (1913-1966), figlia di Emilio Cecchi e Leonetta Pieraccini e sorella di Giovanna "Suso" Cecchi D'Amico.  
Nel 1965 vinse il premio nazionale "A. Soffici" a Prato mentre cinque anni dopo curò una sua antologica alla galleria Centro di Milano. 
Dopo la morte, avvenuta nel 1971, gli sono state dedicate mostre rievocative e la medaglia d'oro alla memoria alla VII Biennale dell'umorismo nell'arte di Tolentino, nel 1973.